# قوری‌گل (اهر)
قوری‌گل یکی از روستاهای استان آذربایجان شرقی است که در دهستان ورگهان بخش مرکزی شهرستان اهر واقع شده‌است.این روستا ۲۶ نفر جمعیت دارد.